# Pachyteria melancholica
Pachyteria melancholica là một loài bọ cánh cứng trong họ Cerambycidae.